# جولييان مانويل
جولييان مانويل (بالإسبانية: Julián Manuele)‏ هو لاعب اتحاد الرغبي أرجنتيني، ولد في 30 أكتوبر 1966 في لابلاتا في الأرجنتين.